# Ramlösa (Helsingborg)
Ramlösa (dansk: Ramløse) er en bydel i den sydlige del af den svenske by Helsingborg. Per 31. december 2020 havde Ramlösa 4.268 indbyggere. Ramlösa er kendt for mineralvandsmærket med samme navn som oprindeligt kommer fra brønden Ramlösa Hälsobrunn (sv) i Ramlösa.

## Etymologi
Navnet Ramlösa stammer fra jernalderen, ram: fugtig eng, + -løse, samme som i Ramløse på Sjælland.
Bydelen ligger i Raus (gammeldansk stednavn, Ra (navn på å) + -os, åmunding ) sogn, og i den lokale folketradition har alle stednavne i sognet deres udspring i Angantyrs kamp mod Stærkodder (som Saxo f.eks. skriver om i Danmarks Krønike), hvor Ramløse fik sit navn, da Angantyr huggede Stærkodders ene arm af, og kvad:
"Ligg der, du ramløse mand,
du mig ej skade nu gøre kan."

## Nordiske olympiske lege
De første nordiske Olympiske Lege i Ramlösa med mange lokale deltagere fra Sjælland, København og Danmark blev afholdt i 1834 og 1836 i Ramløse hvor op mod 25.000 tilskuere er angivet.

## Fodbold
Ramløse Bois (Bold- og idrætselskab) kæmpede i 1980'erne med det mangfoldige allsvenske mesterhold Di Røe om fodboldovermagten i byen, men efter mislykkede sammenlægninger med bl.a. Boldklubben Drot fra samme sogn Raos som har en endnu rigere historie fra den næsthøjeste liga, hvor Drott  kæmpede med Malmø FF og Halmsted BK om en plads i den bedste række, er man nu i den nederste liga.